# José Eusebio Otalora
José Eusebio Otalora (Fómeque, 16 de setembro de 1826 – Tocaima, 1 de abril de 1884) foi um advogado e político colombiano. Ocupou o cargo de presidente de seu país entre 22 de dezembro de 1882 e 1 de abril de 1884.